# Erhan Kartal
Erhan Kartal (* 1. März 1993 in Milas) ist ein türkischer Fußballspieler.

## Karriere

### Verein
Erhan Kartal begann mit dem Vereinsfußball in der Provinz Muğla in der Jugend von Yeni Milasspor und wechselte 2005 in die Jugendmannschaft von Denizlispor. Hier erhielt er im Sommer 2010 einen Profivertrag, spielte aber weiterhin überwiegend für die Jugendmannschaft. Er nahm auch am Training der Profis teil und stand im Aufgebot der Profimannschaft. So gab er sein Profidebüt am 2. Mai 2010 bei einer Erstligabegegnung gegen Gençlerbirliği Ankara. Zur Saison 2010/11 stieg Denizlispor in die TFF 1. Lig ab. Kartal blieb im Kader und absolvierte in seiner zweiten Spielzeit bei den Profis drei Liga- und drei Pokalbegegnungen. In der Spielzeit 2011/12 kam er als Ergänzungsspieler zu 13 Ligaeinsätzen.
Vor dem Saisonstart 2012/13 wurde Kartal mit Eskişehirspor in Verbindung gebracht und von einigen Medienanstalten wurde sogar ein Wechsel verkündet. Obwohl Kartal seit längerem sein Gehalt nicht beziehen konnte, blieb er Denizlispor treu. Trotz seiner Treue wurde sein Gehalt weiterhin gar nicht oder nur verspätet bezahlt. So zog Kartel zur Winterpause der Saison 2012/13 einseitig eine Vertragsklausel und löste seinen Vertrag auf. Anschließend wechselte er zum Erstligisten Kasımpaşa Istanbul.
Für die Rückrunde der Saison 2015/16 lieh ihn sein Verein an den Zweitligisten Şanlıurfaspor aus. Im Sommer 2016 verließ er Kasımpaşa Istanbul endgültig und wechselte zum Ligarivalen und Aufsteiger Alanyaspor. Dieser lieh ihn für die Rückrunde der Saison 2016/17 an den Zweitligisten Büyükşehir Gaziantepspor aus. Zur Saison 2017/18 wechselte er zum Zweitligisten Adana Demirspor.

### Nationalmannschaft
Kartal spielte ab der türkischen U-16 bis zur U-19 in allen türkischen Jugendnationalmannschaften. Mit der türkischen U-17 nahm er an der U-17-Fußball-Europameisterschaft 2010 teil und erreichte das Halbfinale. Im Halbfinale verlor man gegen den späteren Europameister Spanien.
Im Rahmen der U-20-Fußball-Weltmeisterschaft 2013 wurde er in das Turnieraufgebot der türkische U-20-Nationalmannschaft berufen.

## Erfolg
Mit der türkischen U-17-Nationalmannschaft
- Halbfinalist bei der U-17-Europameisterschaft: 2010